# Les Touches-de-Périgny
Les Touches-de-Périgny és un municipi francès situat al departament del Charente Marítim i a la regió de la Nova Aquitània. L'any 2007 tenia 537 habitants.

## Demografia

### Població
El 2007 la població de fet de Les Touches-de-Périgny era de 537 persones. Hi havia 212 famílies de les quals 60 eren unipersonals (32 homes vivint sols i 28 dones vivint soles), 64 parelles sense fills, 68 parelles amb fills i 20 famílies monoparentals amb fills.
La població ha evolucionat segons el següent gràfic:
Habitants censats

### Habitatges
El 2007 hi havia 283 habitatges, 211 eren l'habitatge principal de la família, 21 eren segones residències i 50 estaven desocupats. 281 eren cases i 1 era un apartament. Dels 211 habitatges principals, 169 estaven ocupats pels seus propietaris, 38 estaven llogats i ocupats pels llogaters i 5 estaven cedits a títol gratuït; 3 tenien una cambra, 11 en tenien dues, 36 en tenien tres, 56 en tenien quatre i 106 en tenien cinc o més. 200 habitatges disposaven pel capbaix d'una plaça de pàrquing. A 98 habitatges hi havia un automòbil i a 94 n'hi havia dos o més.

### Piràmide de població
La piràmide de població per edats i sexe el 2009 era:
| Homes | Edats   | Dones |
| ----- | ------- | ----- |
| 0     | 95 o +  | 4     |
| 4     | 90 a 94 | 12    |
| 8     | 85 a 89 | 20    |
| 4     | 80 a 84 | 4     |
| 8     | 75 a 79 | 20    |
| 32    | 70 a 74 | 28    |
| 12    | 65 a 69 | 36    |
| 16    | 60 a 64 | 16    |
| 12    | 55 a 59 | 8     |
| 20    | 50 a 54 | 20    |
| 20    | 45 a 49 | 8     |
| 8     | 40 a 44 | 16    |
| 28    | 35 a 39 | 4     |
| 8     | 30 a 34 | 12    |
| 12    | 25 a 29 | 12    |
| 4     | 20 a 24 | 8     |
| 8     | 15 a 19 | 12    |
| 16    | 10 a 14 | 4     |
| 12    | 5 a 9   | 4     |
| 4     | 0 a 4   | 20    |

## Economia
El 2007 la població en edat de treballar era de 291 persones, 208 eren actives i 83 eren inactives. De les 208 persones actives 188 estaven ocupades (99 homes i 89 dones) i 20 estaven aturades (8 homes i 12 dones). De les 83 persones inactives 40 estaven jubilades, 26 estaven estudiant i 17 estaven classificades com a «altres inactius».

### Ingressos
El 2009 a Les Touches-de-Périgny hi havia 209 unitats fiscals que integraven 494,5 persones, la mediana anual d'ingressos fiscals per persona era de 15.683 €.

### Activitats econòmiques
Dels 14 establiments que hi havia el 2007, 2 eren d'empreses alimentàries, 3 d'empreses de construcció, 3 d'empreses de comerç i reparació d'automòbils, 1 d'una empresa de transport, 1 d'una empresa financera, 1 d'una empresa immobiliària, 2 d'empreses de serveis i 1 d'una entitat de l'administració pública.
Dels 4 establiments de servei als particulars que hi havia el 2009, 1 era un paleta, 1 guixaire pintor i 2 empreses de construcció.
L'únic establiment comercial que hi havia el 2009 era una fleca.
L'any 2000 a Les Touches-de-Périgny hi havia 46 explotacions agrícoles que ocupaven un total de 1.728 hectàrees.

## Equipaments sanitaris i escolars
El 2009 hi havia una escola elemental.

## Poblacions més properes
El següent diagrama mostra les poblacions més properes.